# Settimana Internazionale di Coppi e Bartali 2006
La Settimana Internazionale di Coppi e Bartali 2006, ventunesima edizione della corsa e sesta con questa denominazione, valida come evento del circuito UCI Europe Tour 2006 categoria 2.1, si svolse in Emilia-Romagna su quattro tappe più due semitappe dal 21 al 25 marzo 2006 da Riccione a Sassuolo, su un percorso totale di circa 819,9 km. Fu vinto dall'italiano Damiano Cunego che terminò la gara con il tempo di 20 ore 45 minuti e 51 secondi, alla media di 39,48 km/h.
Partenza da Riccione con 199 ciclisti, dei quali 110 tagliarono il traguardo di Sassuolo.

## Tappe
| Tappa  | Data     | Percorso                                              | km    | Vincitore di tappa | Leader cl. generale |
| ------ | -------- | ----------------------------------------------------- | ----- | ------------------ | ------------------- |
| 1ª-1ª  | 21 marzo | Riccione > Riccione                                   | 95,2  | Danilo Napolitano  | Danilo Napolitano   |
| 1ª-2ª  | 21 marzo | Misano Adriatico > Misano Adriatico (cron. a squadre) | 11,8  | Team CSC           | David Zabriskie     |
| 2ª     | 22 marzo | Cervia > Faenza                                       | 199,3 | Vincenzo Nibali    | Vincenzo Nibali     |
| 3ª     | 23 marzo | Scandiano > Fiorano Modenese                          | 165,6 | Damiano Cunego     | Damiano Cunego      |
| 4ª     | 24 marzo | Carpi > Finale Emilia                                 | 184,4 | Danilo Napolitano  | Damiano Cunego      |
| 5ª     | 25 marzo | Castellarano > Sassuolo                               | 163,6 | Riccardo Riccò     | Damiano Cunego      |
| Totale | Totale   | Totale                                                | 819,9 |                    |                     |

## Squadre e corridori partecipanti
| N.     | Cod. | Squadra                      |
| ------ | ---- | ---------------------------- |
| 1-8    | LIQ  | Liquigas                     |
| 9-16   | LAM  | Lampre-Fondital              |
| 17-24  | MRM  | Team Milram                  |
| 25-32  | CSC  | Team CSC                     |
| 33-40  | DVL  | Davitamon-Lotto              |
| 41-48  | GST  | Gerolsteiner                 |
| 49-56  | QSI  | Quick Step-Innergetic        |
| 57-64  | TMO  | T-Mobile Team                |
| 65-72  | SDV  | Saunier Duval-Prodir         |
| 73-80  | PHO  | Phonak Hearing Systems       |
| 81-88  | A2R  | AG2R Prévoyance              |
| 89-96  | PAN  | Ceramiche Panaria-Navigare   |
| 97-104 | ASA  | Acqua & Sapone-Caffè Mokambo |

| N.      | Cod. | Squadra                          |
| ------- | ---- | -------------------------------- |
| 105-112 | AGC  | 3C Casalinghi Jet-Androni        |
| 113-120 | MIE  | Miche                            |
| 121-128 | CLM  | Selle Italia-Serr. Diquigiovanni |
| 129-136 | TEN  | Tenax-Salmilano                  |
| 137-144 | NSM  | Naturino-Sapore di Mare          |
| 146-153 | LPR  | Team LPR                         |
| 154-161 | TUC  | Universal Caffè-C.B. Immobiliare |
| 162-169 | FLM  | Ceramica Flaminia                |
| 170-177 | BAR  | Barloworld                       |
| 178-185 | NIC  | Navigators Insurance Cycling T.  |
| 186-193 | AMO  | Amore & Vita-McDonald's          |
| 194-201 | ODL  | OTC Doors-Lauretana              |

## Dettagli delle tappe

### 1ª tappa-1ª semitappa
- 21 marzo: Riccione > Riccione – 95,2 km

Risultati
| Pos. | Corridore         | Squadra     | Tempo    |
| ---- | ----------------- | ----------- | -------- |
| 1    | Danilo Napolitano | Lampre      | 2h22'46" |
| 2    | Elia Rigotto      | Team Milram | s.t.     |
| 3    | Murilo Fischer    | Naturino    | s.t.     |

| Pos. | Corridore         | Squadra      | Tempo    |
| ---- | ----------------- | ------------ | -------- |
| 1    | Graziano Gasparre | Amore & Vita | 2h13'16" |
| 2    | Danilo Napolitano | Lampre       | a 4"     |
| 3    | Elia Rigotto      | Team Milram  | a 6"     |

### 1ª tappa-2ª semitappa
- 21 marzo: Misano Adriatico > Misano Adriatico – Cronometro a squadre - 11,8 km

Risultati
| Pos. | Squadra           | Tempo  |
| ---- | ----------------- | ------ |
| 1    | Team CSC          | 12'49" |
| 2    | T-Mobile Team     | a 5"   |
| 3    | Team Gerolsteiner | a 8"   |

| Pos. | Corridore        | Squadra  | Tempo    |
| ---- | ---------------- | -------- | -------- |
| 1    | David Zabriskie  | Team CSC | 2h26'16" |
| 2    | Michael Blaudzun | Team CSC | s.t.     |
| 3    | Nicki Sørensen   | Team CSC | s.t.     |

### 2ª tappa
- 22 marzo: Cervia > Faenza – 199,3 km

Risultati
| Pos. | Corridore           | Squadra       | Tempo    |
| ---- | ------------------- | ------------- | -------- |
| 1    | Vincenzo Nibali     | Liquigas      | 5h18'20" |
| 2    | Aljaksandr Kučynski | Cer. Flaminia | a 20"    |
| 3    | Paolo Bettini       | Quick Step    | a 42"    |

| Pos. | Corridore           | Squadra       | Tempo    |
| ---- | ------------------- | ------------- | -------- |
| 1    | Vincenzo Nibali     | Liquigas      | 7h44'39" |
| 2    | Damiano Cunego      | Lampre        | a 50"    |
| 3    | Aljaksandr Kučynski | Cer. Flaminia | a 51"    |

### 3ª tappa
- 23 marzo: Scandiano > Fiorano Modenese – 165,6 km

Risultati
| Pos. | Corridore      | Squadra  | Tempo    |
| ---- | -------------- | -------- | -------- |
| 1    | Damiano Cunego | Lampre   | 4h19'50" |
| 2    | Luca Mazzanti  | Panaria  | s.t.     |
| 3    | Massimo Giunti | Naturino | s.t.     |

| Pos. | Corridore       | Squadra         | Tempo     |
| ---- | --------------- | --------------- | --------- |
| 1    | Damiano Cunego  | Lampre          | 12h05'09" |
| 2    | Vincenzo Nibali | Liquigas        | a 2"      |
| 3    | Mario Aerts     | Davitamon-Lotto | a 11"     |

### 4ª tappa
- 24 marzo: Carpi > Finale Emilia - 184,4 km

Risultati
| Pos. | Corridore         | Squadra  | Tempo    |
| ---- | ----------------- | -------- | -------- |
| 1    | Danilo Napolitano | Lampre   | 4h30'32" |
| 2    | Brett Lancaster   | Panaria  | s.t.     |
| 3    | Murilo Fischer    | Naturino | s.t.     |

| Pos. | Corridore       | Squadra         | Tempo     |
| ---- | --------------- | --------------- | --------- |
| 1    | Damiano Cunego  | Lampre          | 16h35'41" |
| 2    | Vincenzo Nibali | Liquigas        | a 2"      |
| 3    | Mario Aerts     | Davitamon-Lotto | a 11"     |

### 5ª tappa
- 25 marzo: Castellarano > Sassuolo – 163,6 km

Risultati
| Pos. | Corridore         | Squadra       | Tempo    |
| ---- | ----------------- | ------------- | -------- |
| 1    | Riccardo Riccò    | Saunier Duval | 4h09'33" |
| 2    | Paolo Bettini     | Quick Step    | s.t.     |
| 3    | Franco Pellizotti | Liquigas      | s.t.     |

| Pos. | Corridore       | Squadra         | Tempo     |
| ---- | --------------- | --------------- | --------- |
| 1    | Damiano Cunego  | Lampre          | 20h45'51" |
| 2    | Vincenzo Nibali | Liquigas        | a 2"      |
| 3    | Mario Aerts     | Davitamon-Lotto | a 11"     |

## Classifiche finali

### Classifica generale
| Pos. | Corridore           | Squadra         | Tempo     |
| ---- | ------------------- | --------------- | --------- |
| 1    | Damiano Cunego      | Lampre          | 20h45'51" |
| 2    | Vincenzo Nibali     | Liquigas        | a 2"      |
| 3    | Mario Aerts         | Davitamon-Lotto | a 11"     |
| 4    | Sergio Ghisalberti  | Team Milram     | a 14"     |
| 5    | Luca Mazzanti       | Panaria-Navig.  | a 17"     |
| 6    | Andrea Tonti        | Acqua & Sap.    | a 33"     |
| 7    | Christian Gasperoni | Naturino        | a 36"     |
| 8    | Raffaele Illiano    | Selle Italia    | a 44"     |
| 9    | Sylwester Szmyd     | Lampre          | a 52"     |
| 10   | Cadel Evans         | Davitamon-Lotto | a 53"     |

### Classifica a punti
| Pos. | Corridore       | Squadra        | Punti |
| ---- | --------------- | -------------- | ----- |
| 1    | Riccardo Riccò  | Saunier Duval  | 15    |
| 2    | Paolo Bettini   | Quick Step     | 14    |
| 3    | Damiano Cunego  | Lampre         | 13    |
| 4    | Vincenzo Nibali | Liquigas       | 10    |
| 5    | Brett Lancaster | Panaria-Navig. | 9     |

### Classifica scalatori
| Pos. | Corridore           | Squadra       | Punti |
| ---- | ------------------- | ------------- | ----- |
| 1    | Aljaksandr Kučynski | Cer. Flaminia | 10    |
| 2    | Riccardo Riccò      | Saunier Duval | 10    |
| 3    | Raffaele Illiano    | Selle Italia  | 6     |
| 4    | Paolo Bettini       | Quick Step    | 6     |
| 5    | Gorazd Štangelj     | Lampre        | 5     |

### Classifica giovani
| Pos. | Corridore         | Squadra       | Tempo     |
| ---- | ----------------- | ------------- | --------- |
| 1    | Vincenzo Nibali   | Liquigas      | 20h45'53" |
| 2    | Matthias Russ     | Gerolsteiner  | a 1'47"   |
| 3    | Cristiano Salerno | Tenax         | a 11'50"  |
| 4    | Riccardo Riccò    | Saunier Duval | a 12'29"  |
| 5    | Miculà Dematteis  | Tenax         | a 13'41"  |

### Classifica a squadre
| Pos. | Squadra                 | Tempo     |
| ---- | ----------------------- | --------- |
| 1    | Davitamon-Lotto         | 62h19'40" |
| 2    | Naturino-Sapore di Mare | a 1'46"   |
| 3    | Phonak Hearing Systems  | a 2'00"   |
| 4    | Liquigas                | a 3'23"   |
| 5    | Panaria-Navigare        | a 9'36"   |